# Neoplan N3516 Ü
Neoplan N3516 Ü — 12-метровий туристичний автобус, що виробляється у Німеччині з 2002 року. Головний з 3 підвидів Neoplan Trendliner; автобус з підвищеним комфортом перевезень та можливістю деяких змін у конструкції, включаючи трансмісію та двигун.

## Загальний опис
Автобус є універсальним — його розраховано як на міські екскурсії (хоча з 13-метровою довжиною пересування автобуса залишається проблемним), так і на інтернаціональні пасажирські перевезення. Автобус розраховано на 53—63 місця, і як внутрішній, так і зовнішній дизайн автобуса виконано за сучасними стандартами. Довжина автобуса становить 13 метрів; ширина становить 2,56 метра, хоча пересування по автобусу труднощів не викликає, і довжина автобуса становить 3,40 метра. Передок автобуса розділено надвоє, має чітко окреслений, проте не виварний, бампер із трьома по кожному боку фарами. Лобове скло панорамне, склоочисники розташовано один-над одним. По боках розміщено багажні баки, площа одного становить 12,8 м³. Задок автобуса теж має чіткоокреслений бампер, 6 задніх фар та 4 габаритні вогні. Двигун розташовано ззаду. Автобус низькопідлоговий, і висота найнижчої сходинки над рівнем землі становить 22 сантиметри. Оскільки колісна база автобуса 6120, і колесо зі сторони задка виступає уперед на 1,5 метра довше, на задню підвіску йде набагато більше навантаження. Завдяки низькій пневматичній підвісці з ароматизаторами ABS і ASR, шум у салоні забезпечено мінімальний, і плавний рух автобуса відчувається як на малій, так і на великій швидкості. Сходинок, що веде у салон — 4. У салоні розташовано 51—61 крісло, які зроблено парними та ортопедичними, проте через підвищення кількості сидінь, відстань між сидіннями стиснулася до 0,71 метра. На спинках крісел розташовано міністолик, попільничку «vogel-sitze» і шухляду для тримання невеликих речей. Сидіння мають підлокітники та можуть відкидатися на 120°. По салону розбито 16—18 рядів з місцями та позначеннями про них, на самому заді салону розташовано 5 крісел. По салону розташовано панель опалення потужністю у 43 кВт, обдув салону відбувається через 3 люки, або відбувається примусово під час руху автобуса на швидкості понад 20 км/год. Автобус обладнано 2 LCD-телевізорами, перший у передній частині салону знаходиться на стелі. По салону включається підсвітка блідо-білого кольору плафоновими лампами або підсвітильниками. Пасажири можуть включати світло або кондиціонер за допомогою клавіш, що знаходяться над кожним із крісел. Крісло водія великого розміру, з боку водія розташовано спеціальні вихідні двері (хоча зазвичай використовуються 2 двері для пасажирів). Панель керування зроблено як торпедо з фірмовим кермом від Neoplan'a яке легко слухається та має можливість насадки, стрілкові прилади та клавіші мають індивідуальну підсвітку та легко читаються у будь-яку пору доби. Є спідометр (максимальна позначка — 125 км/год), тахометр (максимально обертів 3200/хв), бензинометр (місткість паливного бака 300 літрів) і розігрів двигуна (110 °C). Коробка передач має 6—9 швидкостей, одна з яких заднього ходу «R» (акр. англ. Reverse). Радіо та GPS розташовано на нижній частині приладової панелі. Деякі прилади та перемикачі розташовано на боку передніх дверей для водія, мікрофон для оголошень розсувний та розташований зліва від водія.

## Технічні дані

### Конструкція
| Габаритні розміри довжина/ширина/висота, мм | 12250/2550/3400 |
| Передній звис, мм                           | 2780            |
| Задній звис, мм                             | 3350            |
| Колісна база, мм                            | 6120            |
| Кліренс, мм                                 | 220             |
| Максимальне навантаження на осі, кг 1/2     | 7100/11500      |
| Кількість дверей, шт                        | 2               |
| Кількість осей/коліс, шт                    | 2/6             |
| Повна маса, кг                              | 18000           |
| Повна місткість багажних відсіків, м³       | 2×5,6           |
| Ширина між колесами на осях 1/2, м          | 2,08/1,80       |
| Діаметр повороту, мм                        | 21020           |

### Салон
| Сходинок до салону, шт            | 3                                             |
| Загальна пасажиромісткість, чол   | 53                                            |
| Висота у салоні, м                | 2,21                                          |
| Ширина проходу передніх дверей, м | 0,88                                          |
| Ширина проходу задніх дверей, м   | 1,31                                          |
| Відстань між кріслами, м          | 0,71—0,76                                     |
| Максимальний кут схилу сидінь, °  | 130                                           |
| LCD, шт                           | 2                                             |
| Додаткові можливості              | туалет, холодильник, кавоварка, чайник, штори |

### Двигун, швидкість та рух
| Двигун                                              | MAN D 2066 LUH                         |
| Система вихлопів                                    | Євро-4                                 |
| Потужність двигуна, кВт                             | 228—287 (підлягає зміні на потужніший) |
| Циліндри, шт                                        | 6                                      |
| Обертальний момент, Нм                              | 1550—1900                              |
| Клапанів на циліндр, шт                             | 4                                      |
| Послідовність запалювання свіч швидкостей           | 1—5—3—6—2—4                            |
| Об'єм двигуна, см³                                  | 10520                                  |
| Витрати палива при швидкості 60 км/год на 100 км, л | 26                                     |
| Місткість паливного бака, літри                     | 300                                    |
| Трансмісія                                          | 4—12 швидкісна «Tipmatic®»             |
| Шини                                                | 285/80R 8×22,5                         |
| Максимальна швидкість, км/год                       | 125                                    |